# Vez π
π-vez (pi-vez) je kemijska vez, ki nastane s stranskim prekrivanjem dveh p-orbital.
Kadar sta atoma dovolj blizu, se lahko p-orbitali bočno prekrivata. Pri tem nastaneta dve območji s povečano gostoto elektronov. Eno območje je pod osjo med jedroma, drugo pa nad osjo. S tem nastane π-orbitala. Če sta dva elektrona v π-orbitali, sta atoma močneje vezana med seboj, kot bi bila le s σ-vezjo, ker nastane dvojna vez. V dvojni vezi je ena vez σ-vez, druga pa π-vez. Se pravi, da sta dva elektrona (elektronski par) v σ-vezi, dva pa v π-vezi.
Nastanek π-vezi z bočnim prekrivanjem p-orbital je pomemben za spojine med elementi 2. periode, v katerih so dvojne vezi. Da π-orbitala lahko nastane, morata biti atoma tako blizu skupaj, da je bočno prekrivanje p-orbital dovolj intenzivno. To je mogoče pri majhnih atomih elementov 2. periode. Atomi elementov drugih period po so za to preveliki.
Trojna vez je sestavljena iz dveh π-vezi in ene σ-vezi. Pri tem se bočno prekrivata dva para p-orbital. V σ-orbitali sta dva elektrona, prav tako kakor tudi v vsaki π-orbitali. Tako so v trojni vezi trije elektronski pari.

## Značilnosti π-orbital
1. Čeprav ima π-orbitala dve območji s povečano elektronsko gostoto (eno nad in eno pod ravnino σ-orbitale) je to ena orbitala, v kateri sta le dva elektrona.
2. Ker območji s povečano elektronsko gostoto nista točno med jedri, π-vez in tako močna kakor σ-vez. Kar pomeni, da dvojna vez ni tako močna kot dve enojini vezi.
3. Okoli dvojne vezi ni proste vrtljivosti. Če en del molekule rotira relativno glede na drug konec molekule, se zmanjša bočno prekrivanje p-orbital, ki tvorijo π-vez. Posledica je šibkejša vez in povečanje energije molekule.